# 大塚淳 (歯科医師)
大塚 淳（おおつか あつし、1960年2月12日 - ）は、日本の歯科医師、歯学博士。B型。岡山県岡山市在住。

## 略歴
- 東京歯科大学卒、同大学矯正科大学院終了[1]
- 医学博士
- 歯学博士[1]
- 日本矯正歯科学会認定医[2]
- 東京歯科大学非常勤講師[1]
- 既存型顎矯正装置「プレオルソ」開発者[3]

## 著作

### 共著
- プレオルソで治す 歯ならび＆口呼吸（2014年、クインテッセンス出版）ISBN 4781205372

## 活動
- プレオルソベーシックセミナー主催
- プレオルソアドバンス講義編・実習編主催
- プレオルソいびき改善セミナー主催

## 所属団体
- 日本矯正歯科学会[2]
- 日本臨床矯正歯科学会
- 日本口蓋裂学会
- 日本顎変形症学会
- 日本睡眠歯科学会